# Lena's wimperzweefvlieg
De lena's wimperzweefvlieg (Dasysyrphus lenensis) is een vliegensoort uit de familie van de zweefvliegen (Syrphidae). De wetenschappelijke naam van de soort is voor het eerst geldig gepubliceerd in 1980 door Bagatshanova.